# Bebhionn (Mond)
Bebhionn (auch Saturn XXXVII) ist einer der kleineren äußeren Monde des Planeten Saturn.

## Entdeckung

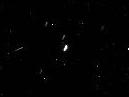
Bebhionn (das hellste Objekt) am 6. Mai 2010

Die Entdeckung von Bebhionn durch David C. Jewitt, Scott S. Sheppard, Jan Kleyna und Brian G. Marsden auf Aufnahmen vom 12. Dezember 2004 des 8.2-Meter Subaru-Teleskops auf Mauna Kea bis zum 9. März 2005 wurde am 3. Mai 2005 bekannt gegeben. Bebhionn erhielt zunächst die vorläufige Bezeichnung S/2004 S 11. Im April 2007 wurde der Mond dann nach der irischen Göttin Bé Find (auch Bébhionn) benannt.

## Bahndaten
Bebhionn umkreist Saturn auf einer exzentrischen Bahn in rund 835 Tagen. Die Bahnexzentrizität beträgt 0,469, wobei die Bahn mit 35,01° gegen die Ekliptik geneigt ist. Bebhionn gehört zur Gallischen Gruppe der Saturnmonde.

## Aufbau und physikalische Daten
Bebhionn besitzt einen Durchmesser von etwa 6 km und rotiert in 16,3 Stunden um die eigene Achse.